# Tetov
Tetov är en ort i Tjeckien.   Den ligger i regionen Pardubice, i den centrala delen av landet, 70 km öster om huvudstaden Prag. Tetov ligger 212 meter över havet och antalet invånare är 162.
Terrängen runt Tetov är platt. Runt Tetov är det ganska glesbefolkat, med 31 invånare per kvadratkilometer. Närmaste större samhälle är Kolín, 18,4 km väster om Tetov. Omgivningarna runt Tetov är en mosaik av jordbruksmark och naturlig växtlighet.